# Andria (Maquiavel)
Andria é a primeira peça escrita por Nicolau Maquiavel, publicada no período de 1517-1520. É uma tradução de uma peça escrita pelo escritor de comédia latina Terêncio, que originalmente a havia tirado do dramaturgo grego Menandro. É um dos exemplos de Maquiavel como escritor de comédias, juntamente com A Mandrágora e a Clizia. A peça foi considerada por alguns estudiosos como semi-autobiográfica.

## História
A história é sobre um velho, Simone, que quer que seu filho, Panfilo, se case com Filumena, filha de sua vizinha Cremete. Panfilo tem, no entanto, um caso de amor secreto com Glicério, uma garota que se acredita ser irmã de Criside, e que está grávida dele. No enterro de Criside, a velha Simone fica sabendo desse segredo. Desconfiando do amor de Pânfilo por Glicério, Cremete rompe o contrato de casamento.
Simone não quer que Panfilo saiba, para testar a lealdade de Panfilo. O jovem não quer abrir mão de Glicério, mas finge concordar com o casamento. Enquanto isso, Cremete muda de ideia e passa a renovar o contrato de casamento. Mas então se trata do velho Critone, amigo do falecido Criside, que reconhece Glicerio como Pasibula. Pasibula era filha de Cremete, que se pensava ter morrido em um naufrágio durante uma viagem à ilha de Andros. No final há dois casamentos: Panfilo casa-se com Glicério, e Carino, um amigo seu, casa-se com Filumena.

## Histórico de produção
O Andria permaneceu sem tradução para o palco inglês até que uma edição limitada da tradução de Michael Knowles , The Girl from Andros , foi produzida na Universidade de Yale em abril de 2012. Na época da produção, a estudiosa de Maquiavel Angela Capodivacca observou: "O novo Espera-se que a tradução e performance de Andria abra novos caminhos para investigar e pensar sobre a relação entre Maquiavel e a tradução, Maquiavel e o teatro e, por último, mas não menos importante, a compreensão de Maquiavel sobre a fenomenologia da esfera política. evento divisor de águas para o mundo de língua inglesa".